# أناستاسيا كوماردينا
أناستاسيا أندرييفنا كوماردينا (الروسية: Анастасия Андреевна Комардина ؛ من مواليد 8 يوليو 1997) لاعبة تنس روسية.